# Kramat Dalam
Kramat Dalam is een bestuurslaag in het regentschap Pidie van de provincie Atjeh, Indonesië. Kramat Dalam telt 810 inwoners (volkstelling 2010).